# Henley-in-Arden
Henley-in-Arden – miasto w Anglii w hrabstwie Warwickshire. Położone jest 23 km od Birmingham i 13 km od Stratford-upon-Avon, w dolinie rzeki Alne. W 2001 roku liczyło 2011 mieszkańców. Miasto w historii miało kilka domów dla obłąkanych.

## Historia
Pierwsze wzmianki o mieście pochodzą z okresu Henryka II z XII wieku, kiedy to wybudowano zamek typu motte. Podczas II wojny baronów miasto spalili rojaliści, jednak odbudowało się szybko. Do XIII wieku w Henley-in-Arden rozwinął się handel do tego stopnia, że mieszkańcy uzyskali pozwolenie od Henryka III na narzucenie własnych podatków. Miasto podupadało od czasów wojny domowej w Anglii.